# Medalha Lyell
A   Medalha  Lyell é uma condecoração científica anual concedida pela Sociedade Geológica de Londres, com o mesmo prestígio da Medalha Murchison. É concedida pelo significado da pesquisa a um geólogo de qualidade excepcional.
É denominada em homenagem ao geólogo britânico Sir Charles Lyell (1797-1875).
A primeira medalha Lyell foi concedida em 1876.

## Laureados[1]
- 1876 - John Morris
- 1877 - James Hector
- 1878 - George Busk
- 1879 - Edmond Hebert
- 1880 - John Evans
- 1881 - John William Dawson
- 1882 - John Lycett
- 1883 - William Benjamin Carpenter
- 1884 - Joseph Leidy
- 1885 - Harry Govier Seeley
- 1886 - William Pengelly
- 1887 - Samuel Allport
- 1888 - Henry Alleyne Nicholson
- 1889 - William Boyd Dawkins
- 1890 - Thomas Rupert Jones
- 1891 - Thomas McKenny Hughes
- 1892 - George Highfield Morton
- 1893 - Edwin Tulley Newton
- 1894 - John Milne
- 1895 - John Frederick Blake
- 1896 - Arthur Smith Woodward
- 1897 - George Jennings Hinde
- 1898 - Wilhelm Waagen
- 1899 - Charles Alexander McMahon
- 1900 - John Edward Marr
- 1901 - Ramsay Heatley Traquair
- 1902 - Anton Fritsch
- 1902 - Richard Lydekker
- 1903 - Frederick William Rudler
- 1904 - Alfred Gabriel Nathorst
- 1905 - Hans Reusch
- 1906 - Frank Dawson Adams
- 1907 - (John) Joseph Frederick Whiteaves
- 1908 - Richard Dixon Oldham
- 1909 - Percy Fry Kendall
- 1910 - Arthur Vaughan
- 1911 - Francis Arthur Bather
- 1911 - Arthur Walton Rowe
- 1912 - Philip Lake
- 1913 - Sydney Savory Buckman
- 1914 - Charles Stewart Middlemiss
- 1915 - Edmund Johnston Garwood
- 1916 - Charles William Andrews
- 1917 - Wheelton Hind
- 1918 - Henry Woods
- 1919 - William Fraser Hume
- 1920 - Edward Greenly
- 1921 - Emmanuel de Margerie
- 1922 - Charles Davison
- 1923 - Gustave Frédéric Dollfus
- 1924 - William Wickham King
- 1925 - John Frederick Norman Green
- 1926 - Owen Thomas Jones
- 1927 - Albert Ernest Kitson
- 1928 - Sidney Hugh Reynolds
- 1928 - William Dickson Lang
- 1929 - Arthur Morley Davies
- 1930 - Frederick Chapman
- 1930 - Herbert Brantwood Maufe
- 1931 - Ernest Clayton Andrews
- 1932 - Henry Dewey
- 1932 - Maria Matilda Ogilvie Gordon
- 1933 - James Ernest Richey
- 1934 - Walter Howchin
- 1934 - Frank Lorimer Kitchin
- 1935 - David Meredith Seares Watson
- 1936 - Eleanor Mary Reid
- 1936 - Leonard Johnston Wills
- 1937 - Linsdall Richardson
- 1938 - John Pringle
- 1939 - William Noel Benson
- 1940 - Herbert Leader Hawkins
- 1941 - Ernest Sheppard Pinfold
- 1942 - William Sawney Bisat
- 1943 - Darashaw Nosherwan Wadia
- 1944 - Norman Ross Junner
- 1945 - Leonard Frank Spath
- 1946 - Robert Heron Rastall
- 1947 - Stanley Smith
- 1948 - Arthur Hubert Cox
- 1949 - William Jocelyn Arkell
- 1950 - Samuel James Shand
- 1951 - William Dixon West
- 1952 - Alfred Kingsley Wells
- 1953 - Oliver Meredith Boone Bulman
- 1954 - John Baird Simpson
- 1955 - Wilfred Norman Edwards
- 1956 - Leslie Reginald Cox
- 1957 - Stephen Henry Straw
- 1958 - Helen Marguerite Muir-Wood
- 1959 - David Williams
- 1960 - Doris Livesey Reynolds
- 1961 - John Vernon Harrison
- 1962 - Lawrence Rickard Wager
- 1963 - Thomas Neville George
- 1964 - Dorothy Hill
- 1965 - Charles Findlay Davidson
- 1966 - Sergei Ivanovich Tomkeieff
- 1967 - William Quarrier Kennedy
- 1968 - Maurice Black
- 1969 - Francis John Turner
- 1970 - Frederick Henry Stewart
- 1971 - Percival Allen
- 1972 - Alec Skempton
- 1973 - Janet Vida Watson
- 1974 - Martin Fritz Glaessner
- 1975 - Dorothy Helen Rayner
- 1976 - Walter Brian Harland
- 1977 - Bernard Elgey Leake
- 1978 - Robin Gilbert Charles Bathurst
- 1979 - Derek Victor Ager
- 1980 - John Robert Lawrence Allen
- 1981 - William Stuart McKerrow
- 1982 - George Patrick Leonard Walker
- 1983 - John Frederick Dewey
- 1984 - Douglas James Shearman
- 1985 - John Douglas Hudson
- 1986 - Harry Blackmore Whittington
- 1987 - Nicholas Shackleton
- 1988 - Richard Gilbert West
- 1989 - Jake Hancock
- 1990 - Anthony Hallam
- 1991 - John Imbrie
- 1992 - Alfred G Fischer
- 1993 - Michael Robert Leeder
- 1994 - William Gilbert Chaloner
- 1995 - Robert Keith O'Nions
- 1996 - Richard Fortey
- 1997 - Richard Barrie Rickards
- 1998 - Simon Conway Morris
- 1999 - Ernest Henry Rutter
- 2000 - Derek Briggs
- 2001 - Paul Tapponnier
- 2002 - Andrew Smith
- 2003 - Harry Elderfield
- 2004 - Dianne Edwards
- 2005 - Michael James Benton
- 2006 - Geoffrey Boulton
- 2007 - Philip Allen
- 2008 - Alan Gilbert Smith
- 2009 - Nick McCave
- 2010 - William Ruddiman
- 2011 - Christopher Paola
- 2012 - Eric Wolff
- 2013 - Paula Reimer
- 2014 - Martin Brasier
- 2015 - Colin Ballantyne[2]
- 2016 John Underhill
- 2017 Rosalind Rickaby
- 2018 Julian Dowdeswell
- 2019 Nicholas Kusznir